# Super 8 Classic
La Super 8 Classic (anciennement nommée Grand Prix Impanis-Van Petegem, puis Primus Classic Impanis-Van Petegem) est une course cycliste sur route masculine disputée en Région flamande, en Belgique. 
À sa création, la course doit son nom à la marque de bière Primus brassée à Haecht et aux champions belges Raymond Impanis et Peter Van Petegem.
L'association Wielervrienden Kampenhout organise à partir de 2004 un Grand Prix Peter Van Petegem pour coureurs de catégories débutants et juniors. En 2005, elle reprend l'appellation Grand Prix Raymond Impanis, course professionnelle disputée de 1982 à 1995, et crée en 2005 sous ce nom une nouvelle course juniors, qui devient l'année suivante une course pour élites amateurs et coureurs de moins de 23 ans.
En 2011, le Grand Prix Impanis-Van Petegem est créé par l'association sans but lucratif Impanis-Van Petegem. Il fait partie du calendrier de l'UCI Europe Tour, en catégorie 1.2, et de la Topcompétition. En 2012, il passe en catégorie 1.1 et quitte la Topcompétition. Cette nouvelle catégorie permet l'invitation d'UCI ProTeams : cinq d'entre elles prennent part à l'édition 2012. En 2015, la course passe en catégorie 1.HC. En 2020, l'épreuve intègre l'UCI ProSeries, le deuxième niveau du cyclisme international mais ne peut être disputée en raison de la pandémie de Covid-19.
En 2023, le sponsor principal Brouwerij Haacht décide de changer le nom en Super 8 Classic, pour mettre sa nouvelle gamme à l'honneur.

## Palmarès

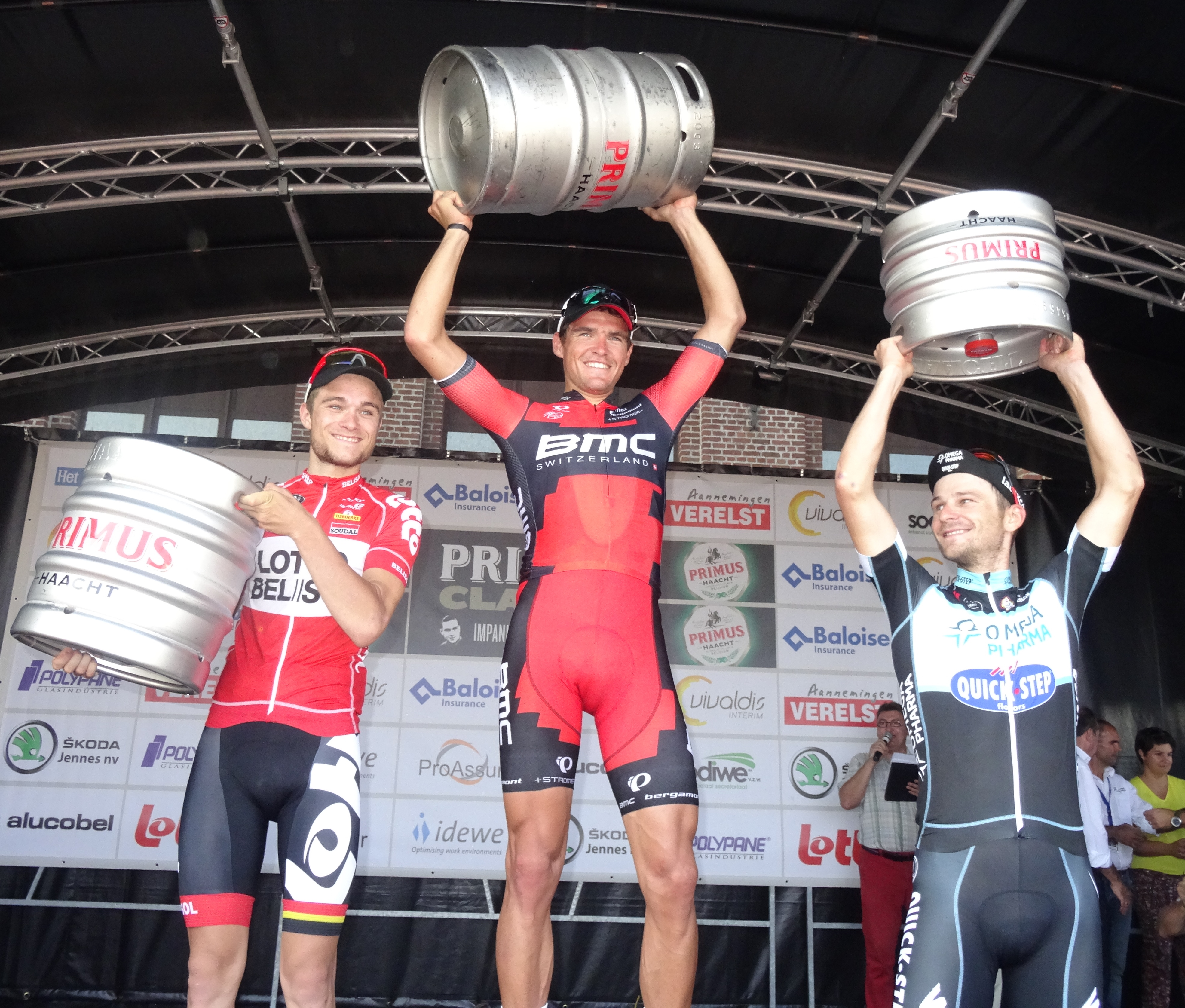
Podium de l'édition 2014 du Grand Prix Impanis-Van Petegem : Tosh Van der Sande (2e), Greg Van Avermaet (1er) et Michał Gołaś (3e).

| Année                          | Vainqueur            | Deuxième           | Troisième           |
| ------------------------------ | -------------------- | ------------------ | ------------------- |
| Grand Prix Impanis-Van Petegem |                      |                    |                     |
| 2011                           | Sander Cordeel       | Maarten Craeghs    | Kirill Pozdnyakov   |
| 2012                           | André Greipel        | Kevyn Ista         | Kevin Peeters       |
| 2013                           | Sep Vanmarcke        | Pieter Weening     | Jérôme Baugnies     |
| 2014                           | Greg Van Avermaet    | Tosh Van der Sande | Michał Gołaś        |
| 2015                           | Sean De Bie          | Dimitri Claeys     | Floris Gerts        |
| 2016                           | Fernando Gaviria     | Timothy Dupont     | Maximiliano Richeze |
| 2017                           | Matteo Trentin       | Jempy Drucker      | André Greipel       |
| Primus Classic                 |                      |                    |                     |
| 2018                           | Taco van der Hoorn   | Huub Duyn          | Frederik Frison     |
| 2019                           | Edward Theuns        | Pascal Ackermann   | Jasper De Buyst     |
| 2021                           | Florian Sénéchal     | Tosh Van der Sande | Jasper Stuyven      |
| 2022                           | Jordi Meeus          | Arnaud Démare      | Max Kanter          |
| Super 8 Classic                |                      |                    |                     |
| 2023                           | Mathieu van der Poel | Anthony Turgis     | Florian Vermeersch  |
| 2024                           | Filippo Baroncini    | Rick Pluimers      | Rui Oliveira        |